# Kanton Capesterre-de-Marie-Galante
Der Kanton Capesterre-de-Marie-Galante war ein französischer Wahlkreis im Übersee-Département Guadeloupe. Er umfasste einzig die Gemeinde Capesterre-de-Marie-Galante.